# Pterospoda kinoi
Pterospoda kinoi är en fjärilsart som beskrevs av Frederick H. Rindge 1969. Pterospoda kinoi ingår i släktet Pterospoda och familjen mätare. Inga underarter finns listade.